# 山口県道225号船木津布田線
山口県道225号船木津布田線（やまぐちけんどう225ごう ふなきつぶたせん）は、山口県宇部市から山陽小野田市に至る一般県道である。

## 概要
宇部市大字船木から山陽小野田市大字津布田に至る。かつては国道2号（国道9号重用）の一部であり、国道2号（国道9号重用）厚狭・埴生バイパス全線開通（2008年（平成20年）1月26日）に伴う旧道処分により認定された路線である。

### 路線データ
- 起点：宇部市大字船木[1]（逢坂（あいさか）交差点、国道2号交点）
- 終点：山陽小野田市大字津布田[1]（談合東交差点、国道2号交点）
- 総延長：7,404.3 m[1]

## 歴史
- 2008年（平成20年）3月31日 - 山口県告示第157号により認定され、山口県告示第158号により全線の区域が決定する[1]。
- 2020年（令和2年）7月14日 - 7月の記録的豪雨（令和2年7月豪雨）で、山陽消防署付近（山陽小野田市大字厚狭）で道路が陥没。同日7:01より逢坂交差点から加藤交差点が全面通行止となる[注釈 1][2]。

## 路線状況
山陽小野田市大字厚狭・加藤交差点で交差する国道316号はかつては山口県道225号奥万倉小野田線だった。よって加藤交差点では新旧の山口県道225号が交差することになった。

### 道路施設

#### 橋梁
- 厚狭大橋（厚狭川、山陽小野田市）

## 地理

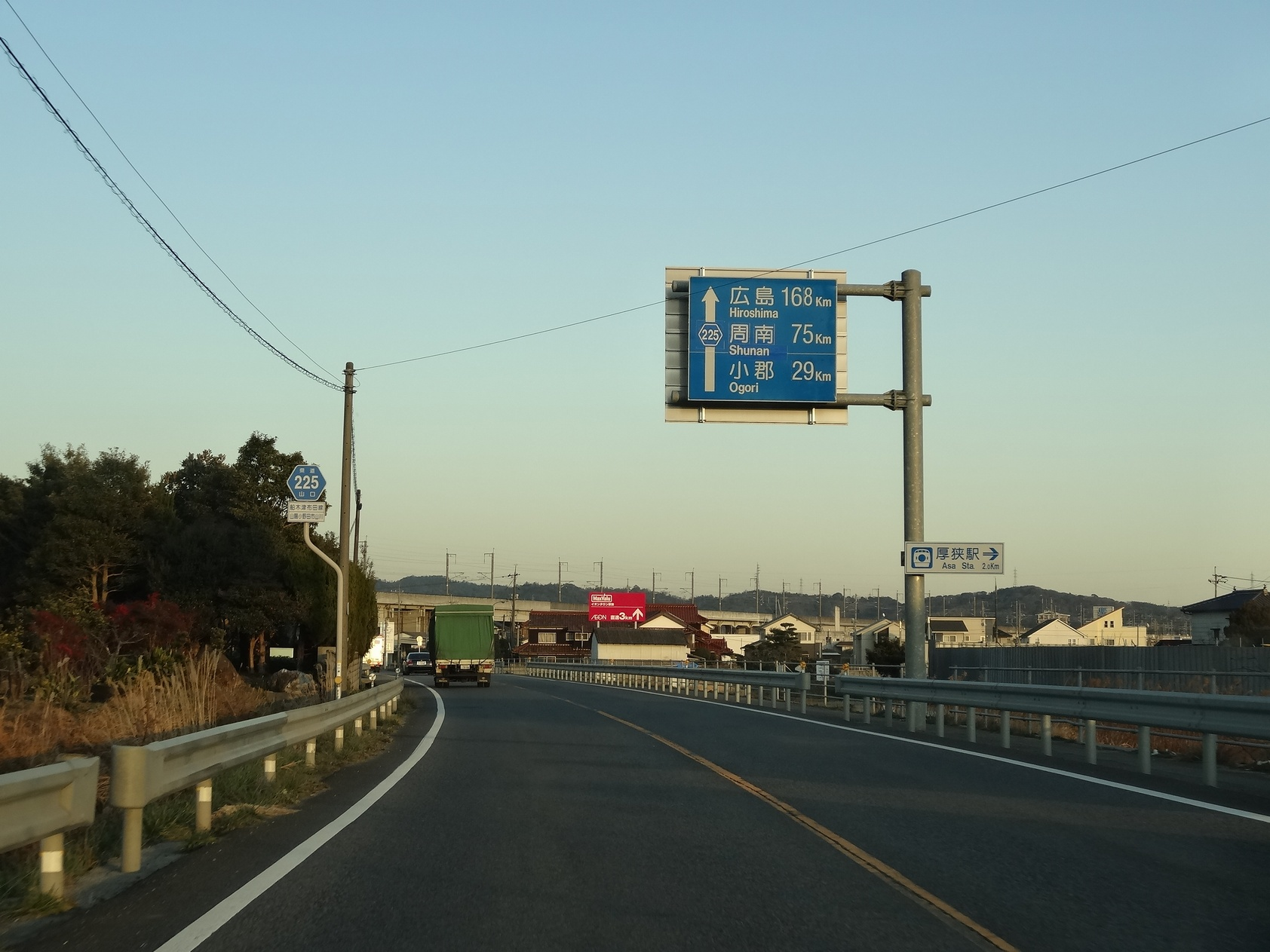
山口県道225号船木津布田線（山陽小野田市大字山川、周南・小郡方面）

### 通過する自治体
- 山口県
  - 宇部市 - 山陽小野田市

### 交差する道路
| 交差する道路              | 市町村名     | 交差する場所 | 交差する場所                  |
| ------------------------- | ------------ | ------------ | ----------------------------- |
| 国道2号 国道9号 重複      | 宇部市       | 大字船木     | 逢坂（あいさか）交差点 / 起点 |
| 国道316号                 | 山陽小野田市 | 大字厚狭     | 加藤交差点                    |
| 山口県道228号厚狭停車場線 | 山陽小野田市 | 大字厚狭     | 厚狭駅前交差点                |
| 山口県道65号山陽豊田線    | 山陽小野田市 | 大字山野井   | 栗田交差点                    |
| 国道2号 国道9号 重複      | 山陽小野田市 | 大字津布田   | 談合東交差点 / 終点           |

### 交差する鉄道
- 美祢線
- 山陽本線
- 山陽新幹線

### 沿線
- 山陽中央総合病院
- 山陽小野田市立厚狭小学校
- 厚狭郵便局
- 山陽小野田市立厚狭図書館
- 厚狭川
- JR西日本山陽本線・美祢線・山陽新幹線 厚狭駅
- 山陽小野田市山陽総合事務所
- 山陽小野田市消防本部山陽消防署
- 山陽小野田市立厚狭中学校
- 山陽小野田市立出合小学校
- 山野井工業団地
- 新山野井工業団地

### 峠
- 西見峠（宇部市 - 山陽小野田市）